# Parque nacional de Gorce
El parque nacional de Gorce (en polaco: Gorczański Park Narodowy) está ubicado en el voivodato de Pequeña Polonia, al sur de Polonia. Abarca la parte central y noreste de las montañas Gorce, que forman parte de los Beskids occidentales (en el extremo occidental final de los Montes Cárpatos).
Los primeros pasos para proteger a estas tierras se remontan a 1927, cuando una reserva forestal se creó en la tierra poseída por el conde Ludwik Wodzicki de Poręba Wielka. El parque nacional fue creado en 1981, cubriendo 23,9 kilómetros cuadrados. Hoy en día, la zona del parque ha crecido hasta 70,3 km², de los cuales 65,91 km² están cubiertos de bosques. El área de la zona de protección alrededor del parque es 166,47 kilómetros cuadrados. El parque se encuentra dentro del condado de Limanowa y el de Nowy Targ, y tiene su sede en Poręba Wielka.